# Campionati asiatici di judo 2016
I Campionati asiatici di judo 2017 sono stati la 22ª edizione della competizione organizzata dalla Judo Union of Asia.
Si sono svolti a Tashkent, dal 15 al 17 aprile 2016.

## Medagliere
| Pos.   | Nazione        | Oro | Argento | Bronzo | Totale |
| ------ | -------------- | --- | ------- | ------ | ------ |
| 1      | Giappone       | 5   | 3       | 5      | 13     |
| 2      | Mongolia       | 4   | 3       | 6      | 12     |
| 3      | Kazakistan     | 3   | 2       | 6      | 11     |
| 4      | Uzbekistan     | 1   | 3       | 3      | 7      |
| 5      | Corea del Sud  | 1   | 2       | 0      | 3      |
| 6      | Cina           | 1   | 1       | 5      | 7      |
| 7      | Tagikistan     | 1   | 0       | 0      | 1      |
| 8      | Iran           | 0   | 1       | 1      | 2      |
| 9      | Libano         | 0   | 1       | 0      | 1      |
| 10     | Corea del Nord | 0   | 0       | 2      | 0      |
| 11     | Taipei cinese  | 0   | 0       | 1      | 1      |
| 11     | Giordania      | 0   | 0       | 1      | 1      |
| 11     | Kirghizistan   | 0   | 0       | 1      | 1      |
| 11     | Turkmenistan   | 0   | 0       | 1      | 1      |
| Totale | Totale         | 16  | 16      | 32     | 64     |

## Podi

### Uomini
| Evento        | Oro                      | Argento           | Bronzo                                     |
| fino a 60 kg  | Yeldos Smetov            | Diyorbek Urozboev | Tsend-Ochiryn Tsogtbaatar Yuma Oshima      |
| fino a 66 kg  | Dovdony Altansükh        | Alireza Khojasteh | Davaadorjiin Tömörkhüleg Yeldos Zhumakanov |
| fino a 73 kg  | Soichi Hashimoto         | Didar Khamza      | Mirali Sharipov Sun Shuai                  |
| fino a 81 kg  | Nyamsürengiin Dagvasüren | Nacif Elias       | Saeid Mollaei Aziz Kalkamanuly             |
| fino a 90 kg  | Komronshokh Ustopiriyon  | Yūsuke Kobayashi  | Ibrahim Khalaf Cheng Xunzhao               |
| fino a 100 kg | Naidangiin Tüvshinbayar  | Soyib Kurbonov    | Ramziddin Sayidov Maxim Rakov              |
| oltre 100 kg  | Kokoro Kageura           | Abdullo Tangriev  | Iurii Krakovetskii Yerzhan Shynkeyev       |
| Squadre       | Uzbekistan               | Mongolia          | Kazakistan Giappone                        |

### Donne
| Evento       | Oro                       | Argento                | Bronzo                                      |
| fino a 48 kg | Galbadrakhyn Otgontsetseg | Mönkhbatyn Urantsetseg | Funa Tonaki Kim Sol-mi                      |
| fino a 52 kg | Ai Shishime               | Ma Yingnan             | Gülbadam Babamuratowa Mönkhbaataryn Bundmaa |
| fino a 57 kg | Dorjsürengiin Sumiyaa     | Kim Jan-di             | Lien Chen-ling Anzu Yamamoto                |
| fino a 63 kg | Marian Urdabayeva         | Megumi Tsugane         | Tsend-Ayuushiin Tserennadmid Yang Junxia    |
| fino a 70 kg | Yoko Ono                  | Kim Seong-yeon         | Gulnoza Matniyazova Zhou Chao               |
| fino a 78 kg | Zhang Zhehui              | Rika Takayama          | Pürevjargalyn Lkhamdegd Sol Kyong           |
| oltre 78 kg  | Kim Min-jeong             | Gulzhan Issanova       | Manami Inoue Odkhüügiin Javzmaa             |
| Squadre      | Giappone                  | Mongolia               | Kazakistan Cina                             |